# Ніна Боден
Ніна Мері Боден (англ. Nina Mary Bawden; 19 січня 1925, Ілфорд, Ессекс, Англія — 22 серпня 2012, Лондон) — англійська романістка і дитяча письменниця. Номінантка на Букерівську премію 1987 року і Премію Едгара Алана По за найкраще молодіжне оповідання. 2004 року ушанована премією Golden PEN від англійського ПЕН-клубу.

## Біографія
Народилася 1925 року в Ілфорді, графство Ессекс, Англія, як Ніна Мері Мейбі. Жила в Ілфорді в «досить неприємному житловому масиві, який [її] мама зневажала». Мати була вчителькою, а батько — членом Королівської морської піхоти. У роки Другої світової війни її евакуювали до Абердера, Уельс, їй було 14 років. Вона проводила шкільні канікули на фермі в Шропширі з мамою та братами.
Здобула освіту в середній школі для дівчат округу Ілфорд, а потім навчалася у Сомервіль-коледжі в Оксфорді, де 1946 року здобула ступінь бакалавра, а 1951 року — магістра з філософії, політології та економіки.
У 1946—1954 роках була одружена з Гаррі Боденом. У пари було двоє синів, Ніколас (який 1981 року покінчив життя самогубством) і Роберт. 1954 року вийшла заміж за Остіна Карка, репортера, який згодом став керівним директором BBC World Service. У них була донька Пердіта, яка померла у березні 2012 року. У неї також було дві падчерки: Кеті, яка жила в Новій Зеландії, та Тереза, яка жила в Лондоні.
2002 року отримала важкі травми в залізничній аварії в Поттерс-Бар, в якій загинув її чоловік. Її свідчення про аварію та дослідження помилок управління та технічного обслуговування, які її спричинили, стали важливою частиною п'єси Девіда Гейра «Постійний шлях», у якій вона з'явилася як персонаж.
Померла у своєму будинку в Іслінгтоні, Лондон, 22 серпня 2012 року.

## Літературна кар'єра
Деякі з 55 книг Боден екранізовані дитячим телебаченням BBC. Багато з них були опубліковані в перекладі.
Серед її романів — «Втеча» (1964), «Дочка відьми» (1966), «Птахи на деревах» (1970), «Війна Керрі» (1973) та «М'ятне порося» (1975). За останній стала лавреаткою призу за дитячу літературу від «Ґардіан» 1976 року, що надається один раз. «Війна Керрі» отримала премію «Фенікс» 1993 року від Асоціації дитячої літератури як найкраща англомовна дитяча книга, яка отримала широкого визнання після першої публікації. «Війна Боден і Керрі» посіла друге місце в номінації «Медаль Карнегі» від Бібліотечної асоціації, яка відзначає найкращу дитячою книгу року, написаною британським підданим.
2010 року потрапила до короткого списку «Lost Man Booker Prize» зі своїм романом «Птахи на деревах». 40 років тому премія Букера-Макконнелла за найкращий британський роман року пропустила публікації 1970 року. Боден та Ширлі Хаззард були єдиними живими номінантами з шести номінантів; нагороду отримав Джей-Джи Фаррелл за «Неприємності». 2004 року нагороджена премією Golden PEN від англійського ПЕН-клубу за «видатні заслуги перед літературою».
Номінації на інші нагороди
- 1987 — номінантка на Букерівську премію — «Кола обману»
- 1995 — номінантка на премію WH Smith Mind-Boggling Book Award — «Справжній Платон Джонс»
- 1996 — номінантка на медаль Карнегі — «Бабуся Паг»

## Твори
- Who Calls the Tune? (1953)
- The Odd Flamingo (1954)
- Change Here for Babylon (1955)
- The Solitary Child (1956)
- Devil by the Sea (1957)
- Just Like a Lady (1960)
- In Honour Bound (1961)
- The Secret Passage (1963)
- Tortoise by Candlelight (1963)
- The House of Secrets (1963)
- On the Run (1964); US title, Three on the Run
- Under the Skin (1964)
- A Little Love, A Little Learning (1965)
- The White Horse Gang (1966)
- The Witch's Daughter (1966)
- A Handful of Thieves (1967)
- A Woman of My Age (1967)
- The Grain of Truth (1969)
- The Runaway Summer (1969) / Збігло літо пер. Дмитро Грицюк
- The Birds on the Trees (1970)
- Squib (1971)
- Anna Apparent (1972)
- Carrie's War (1973) — winner of the 1993 Phoenix Award[15]
- George Beneath a Paper Moon (1974)
- The Peppermint Pig (1975) — winner of the 1976 Guardian Prize[14]
- Afternoon of a Good Woman (1976)
- Rebel on a Rock (1978)
- Familiar Passions (1979)
- The Robbers (1979)
- Walking Naked (1981)
- William Tell (1981), a picture book
- Kept in the Dark (1982)
- The Ice House (1983)
- Saint Francis of Assisi (1983), a picture book
- The Finding (1985)
- On the Edge (1985)
- Princess Alice (1986)
- Circles of Deceit (1987)
- Keeping Henry (1988)
- The Outside Child (1989)
- Family Money (1991)
- Humbug (1992)
- The Real Plato Jones (1993)
- In My Own Time: Almost an Autobiography (1994)
- Granny the Pag (1995)
- A Nice Change (1997)
- Off the Road (1998)
- The Ruffian on the Stair (2001)
- Dear Austen (2005)